# ادبیات داستانی گوتیک آمریکایی
ادبیات داستانی گوتیک آمریکایی (به انگلیسی: American Gothic Fiction)، زیرگروه ادبیات گوتیک است. شاخص‌های مشخص گوتیک آمریکایی شامل عقلانیت در برابر بی‌خردی، پیوریتنیزم، گناه، امر غریب (دو وجه متناقض آشنا و غریب تعریف شده توسط زیگموند فروید)، اب هیومن (بدن گوتیک وار به مثابهی تبدیل شدن به خون‌آشام)، شبح، هیولا و جدایی درونی می‌شود. ریشه‌های این مفاهیم در گذشته‌ای رمزآلود با بردگی، ترس از ازدواج بین نژادهای مختلف، روابط خصمانه با بومیان آمریکایی، مابعد نسل‌کشی بومی‌های آمریکا و دنیای وحش دلهره‌آور موجود در سرحد آمریکایی قرار دارد. گوتیک آمریکایی معمولاً خالی از قلعه و اشیایی که اشاره به گذشته متمدن دار دارد، است. تفاوت بین وحشت و ترس در مطالعه این‌گونه آثار نقش مهمی دارد.

## نمونه‌های برجسته
- "گودمن براون جوان" (۱۸۳۵) نوشته ناتانیل هاوثورن
- "حجاب سیاه وزیر" (۱۸۳۶) نوشته ناتانیل هاوثورن
- "سقوط خانه آشر" (۱۸۳۹) نوشته ادگار آلن پو (متن کامل در ویکی‌نبشته)
- "قلب رازگو" (۱۸۴۳) نوشته ادگار آلن پو (متن کامل در ویکی‌نبشته)
- خانه هفت شیروانی (۱۸۵۱) نوشته ناتانیل هاوثورن
- "زمینه زرد" (۱۸۹۲) نوشته شارلوت پرکینز گیلمن (متن کامل در پروژه گوتنبرگ)
- "پس از آن (داستان کوتاه)" (۱۹۱۰) نوشته ایدیت وارتون (متن کامل)
- "موش‌ها در دیوارها" نوشته اچ. پی. لاوکرفت
- "مریم نیمه به دار آویخته" نوشته مارگارت اتوود